# Boytha György
Boytha György (Budapest, 1929. október 5. – Budapest, 2010. február 7.) magyar jogász, diplomata, egyetemi tanár, a szellemi alkotások jogának, különösen a szerzői jog világhírű szakértője. Első felesége Varrók Enikő, jogász. Gyermekeik:Boytha Péter és Boytha Zsuzsa Második felesége Boytháné Füzesséry Éva, ügyvéd, gyermekük: Boytha Dóra.

## Életpályája
Az Eötvös Loránd Tudományegyetem Állam- és Jogtudományi Karon szerzett jogi diplomát 1957-ben. 1961-től osztályvezetőként, majd főosztályvezetőként dolgozott a Szerzői Jogvédő Hivatalban, később pedig a szerzői ügynökség igazgatójaként működött. 1961-től oktatott az ELTE Állam- és Jogtudományi Karán, főleg speciális kollégiumokban adott elő szerzői jogból. 1979-ben az ENSZ szakosított szervezetének, a genfi székhelyű Szellemi Tulajdon Világszervezetének (World Intellectual Property Organization) osztályvezetője, majd igazgatója lett. 1985-től ő volt a Szerzői Jogvédő Hivatal főigazgatója. 1993-tól Genfben a nemzetközi szervezetekhez rendelt Magyar Állandó Képviselet vezetője volt nagyköveti rangban.
1995-től vendégtanárként oktatott a Közép-európai Egyetemen, 2000 és 2003 között  a Pázmány Péter Katolikus Egyetem Európajogi Tanszékének tanszékvezető egyetemi docenseként működött. Számos külföldi egyetemre hívták meg vendégelőadóként.  Tagja volt a Szerzői Jogi Szakértő Testületnek, valamint a Polgári Jogi Kodifikációs Szerkesztőbizottságnak is.

## Művei
- Számos jogi témájú könyv, jegyzet és tanulmány szerzője.
- A szerzői jog kézikönyve (társszerző; Budapest, 1973)

## Emlékezete
- Az Új köztemetőben, 2010. március 5-én helyezték örök nyugalomra.
- 2018 áprilisában, 8 évvel a halála után (!), a Figyelő című kormánylapban az ő neve is szerepelt  azok listájában, akik a szerkesztőség szerint „Soros György akaratának érvényre juttatásán dolgoznak”.[2]